# Вільям Плейфейр
Вільям Плейфер (22 вересня 1759 — 11 лютого 1823), шотландський інженер і політичний економіст, служив секретним агентом від імені Великої Британії під час її війни з Францією. Засновник графічних методів статистики Плейфер винайшов кілька типів діаграм: у 1786 році лінійну, площинну та стовпчасту діаграми економічних даних, а в 1801 році кругову діаграму та круговий графік, які використовувалися для відображення зв'язків часткове-ціле. Як таємний агент, Плейфер повідомляв про Французьку революцію та організував таємну операцію з підробки в 1793 році, щоб зруйнувати французьку валюту.

## Біографія

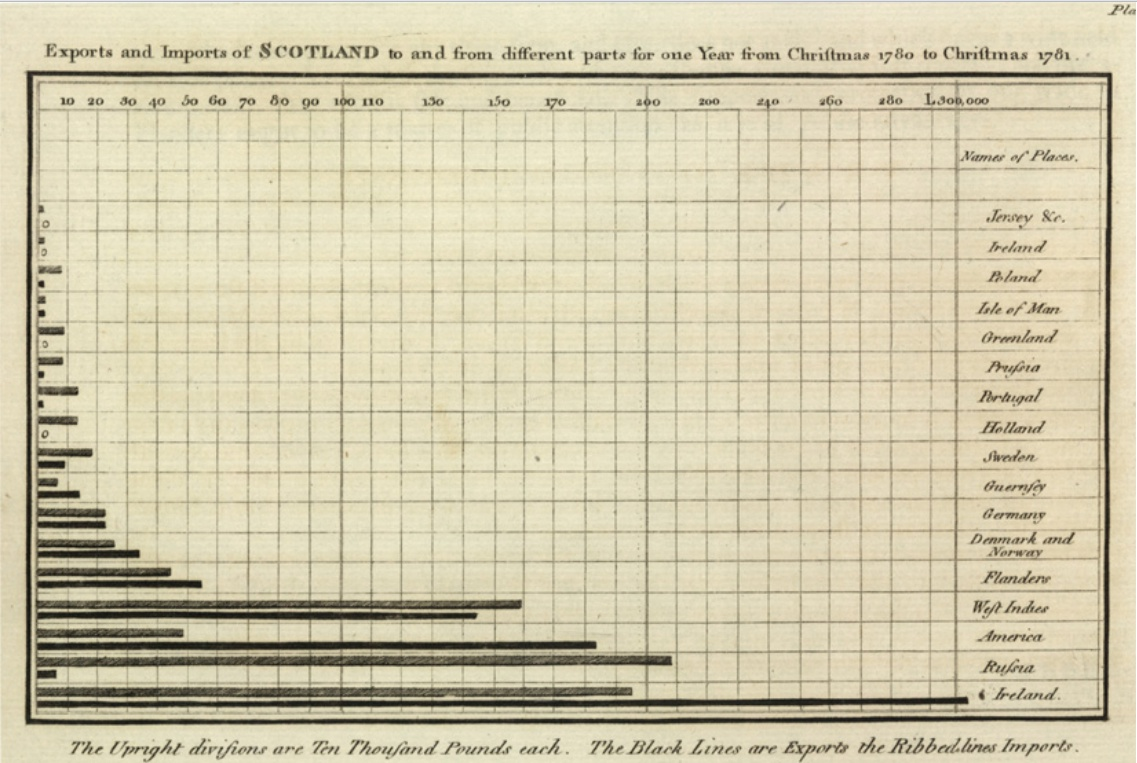
Експорт та імпорт Шотландії до та з різних частин протягом одного року з Різдва 1780 до Різдва 1781

Вільям Плейфер народився в 1759 році в Шотландії. Він був четвертим сином (названим на честь свого діда) преподобного Джеймса Плейфера з парафії Ліфф і Бенві поблизу міста Данді в Шотландії; його видатними братами були архітектор Джеймс Плейфер і математик Джон Плейфер. Його батько помер у 1772 році, коли йому було 13 років, залишивши старшого брата Джона піклуватися про сім'ю та свою освіту. Після навчання в Ендрю Мейкла, винахідника молотарки, Плейфер став креслярем і особистим помічником Джеймса Ватта на мануфактурі парових двигунів Boulton and Watt в Сохо, Бірмінгем.
Плейфейру приписують винайдення як гістограми, так і кругової діаграми; Багато його робіт досі вважаються шкільними зразками чітко розробленої інформаційної графіки.
У 1786 році в Лондоні Плейфейр опублікував свій Комерційний і політичний атлас, який містив 43 аналізи часових рядів і стовпчасту діаграму — очевидно, перший у своєму роді. Статистичний бревіар Playfair (Лондон, 1801) містить першу відому кругову діаграму.